# آلبرت آی گوردون
آلبرت آی گوردون (انگلیسی: Bert I. Gordon؛ زادهٔ ۲۴ سپتامبر ۱۹۲۲) یک فیلم‌نامه‌نویس، تهیه‌کننده، و کارگردان اهل ایالات متحده آمریکا است.
- سایکلاپس (فیلم)
- حمله مردم عروسکی